# Michele I di Romania
Michele I di Romania, nato Michele di Hohenzollern-Sigmaringen (Sinaia, 25 ottobre 1921 – Aubonne, 5 dicembre 2017), regnò come re di Romania (in rumeno: Majestatea/Maiestatea Sa Mihai I Regele Românilor, "Sua Maestà Michele I") dal 20 luglio 1927 all'8 giugno 1930 e ancora dal 6 settembre 1940 fino alla sua deposizione da parte dei comunisti il 30 dicembre 1947.
Poco dopo la nascita di Michele, suo padre, il Principe Carlo, fu coinvolto in una relazione controversa con Magda Lupescu. Nel 1925 Carlo fu infine costretto a rinunciare ai suoi diritti sul trono e si trasferì a Parigi in esilio con Lupescu. Nel 1927, Michele salì al trono come Michele I, in seguito alla morte di suo nonno, Ferdinando I. Poiché era ancora minorenne, fu istituito un consiglio di reggenza che comprendeva suo zio, il principe Nicola; il Patriarca Miron Cristea; e il presidente della Corte Suprema, Gheorghe Buzdugan. Il consiglio si rivelò inefficace e nel 1930 Carlo tornò in Romania e sostituì suo figlio come re, regnando come Carlo II. Di conseguenza, Michele tornò a essere l'erede al trono e ricevette il titolo aggiuntivo di Grand Voievod di Alba-Iulia.
Carlo II fu deposto nel 1940 e Michele divenne di nuovo re. Sotto il governo guidato dal dittatore militare Ion Antonescu, la Romania si allineò con la Germania nazista. Nel 1944, Michele partecipò a un colpo di Stato contro Antonescu, nominò Constantin Sănătescu come suo sostituto, e successivamente dichiarò un'alleanza con gli Alleati. Nel marzo 1945, le pressioni politiche costrinsero Michele a nominare un governo filo-sovietico guidato da Petru Groza. Dall'agosto 1945 al gennaio 1946, Michele intraprese uno "sciopero reale" e tentò senza successo di opporsi al governo controllato dal comunista Groza, rifiutando di firmare e approvare i suoi decreti. A novembre del 1947, Michele si recò nel Regno Unito per partecipare al matrimonio dei suoi cugini, la futura regina Elisabetta II del Regno Unito e il principe Filippo di Grecia a Londra. Poco dopo, la mattina del 30 dicembre 1947, Groza richiese un incontro con Michele, che fu costretto a firmare un atto di abdicazione. Michele fu costretto all'esilio, le sue proprietà confiscate e fu privato della cittadinanza romena. Sposò la principessa Anna di Borbone-Parma nel 1948 con la quale ebbe cinque figlie e infine si stabilì in Svizzera.
La dittatura comunista di Nicolae Ceaușescu fu rovesciata nel 1989 e l'anno seguente Michele tentò di tornare in Romania, solo per essere arrestato e costretto a partire. Nel 1992, a Michele fu permesso di visitare la Romania per Pasqua. Fu accolto da una folla enorme; un discorso che pronunciò dalla sua finestra di un hotel attirò circa un milione di persone a Bucarest. Allarmato dalla popolarità di Michele, il governo rifiutò di permettergli ulteriori visite. Nel 1997, dopo la sconfitta di Ion Iliescu da parte di Emil Constantinescu nelle elezioni presidenziali dell'anno precedente, la cittadinanza di Michele fu ripristinata e gli fu permesso di visitare nuovamente la Romania. Diverse proprietà confiscate vennero infine restituite alla sua famiglia. In occasione dei 90 anni di età, il 25 ottobre 2011, l'ex monarca tenne un discorso davanti alle camere riunite del Parlamento rumeno..
A marzo 2016 ha fatto sapere di essere affetto da tumore della pelle (che si era aggiunto a una leucemia cronica) e ha annunciato il suo ritiro dalla vita pubblica.

## Biografia

### Giovinezza

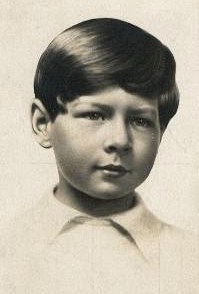
Michele I nel 1927.

Michele nacque il 25 ottobre 1921, nel Castello Foișor, a Sinaia, unico figlio di Carlo di Romania e di Elena di Grecia, al tempo eredi al trono rumeno; da parte di padre, era nipote del re rumeno Ferdinando I e di Maria di Edimburgo, nonché nipote della regina Vittoria e dello zar Alessandro II di Russia. Per via materna invece era nipote del re Costantino I di Grecia e di Sofia di Prussia, nipote del Kaiser Guglielmo I e di Vittoria di Gran Bretagna. Michele era quindi discendente delle case reali di Romania, Gran Bretagna, Russia, Grecia e Danimarca.
Il matrimonio dei genitori fallì a causa dell'infedeltà del padre, il quale suscitò scandalo quando si scoprì che aveva una relazione extraconiugale con Magda Lupescu. Nel dicembre 1925 il principe Carlo rinunciò ai suoi diritti al trono per scappare con l'amante, così Michele divenne l'erede al trono e una volta morto il nonno Ferdinando I nel 1927, gli successe a soli quasi sei anni.

### Regno

#### Reggenza e ritorno del padre
Con la morte del nonno Ferdinando I, Michele ascese al trono rumeno a meno di sei anni e fu quindi istituito un Consiglio di Reggenza (Regenţei) che era guidato dal principe Nicola, zio paterno del nuovo sovrano, affiancato dal patriarca Miron Cristea, la principessa Elena, madre di Michele, e Gheorghe Buzdugan, presidente della Alta corte di giustizia (Înalta Curte de Casație și Justiție), morto nel 1929 e sostituito da Constantin Sărățeanu.

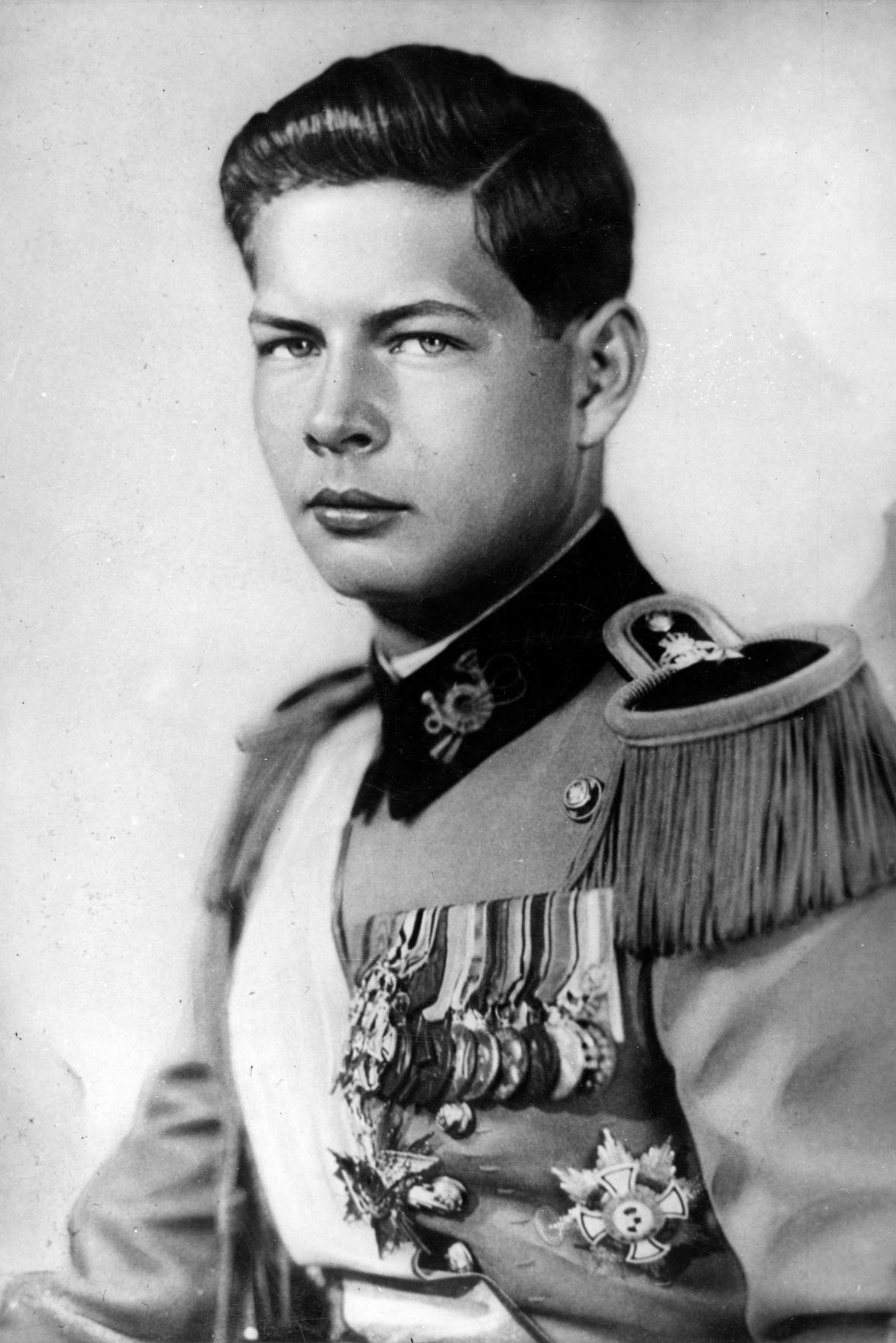
Il Gran Voivoda Michele.

Nel 1930, nel pieno di una crisi economica, il padre di Michele, Carlo, fu richiamato in patria dalla classe politica rumena, insoddisfatta dell'operato della reggenza, venendo così proclamato re dal Parlamento col nome di Carlo II di Romania. Michele fu designato quale principe ereditario con il titolo di Gran Voivoda di Alba Iulia. Nel novembre del 1939, Michele raggiunse i diciotto anni ed ottenne un seggio al Senato rumeno, concerne a quanto previsto dalla Costituzione rumena che il padre aveva emanato nel 1938.

#### Seconda ascesa al trono
Nel 1940 la Romania fu costretta dalla Germania nazista a concedere numerosi territori: la Bessarabia all'Unione Sovietica, la Transilvania all'Ungheria e la regione della Dobrugia alla Bulgaria. Di fronte a tali imposizioni, re Carlo II non si oppose, deludendo il popolo rumeno rendendosi così non ben voluto.  A settembre dello stesso anno, il Primo ministro Ion Antonescu, che aveva instaurato un regime filo-tedesco e anti-bolscevico, ordì un colpo di Stato ai danni del sovrano il quale fu costretto ad abdicare il 6 settembre 1940. Michele I divenne così Re di Romania per la seconda volta. 

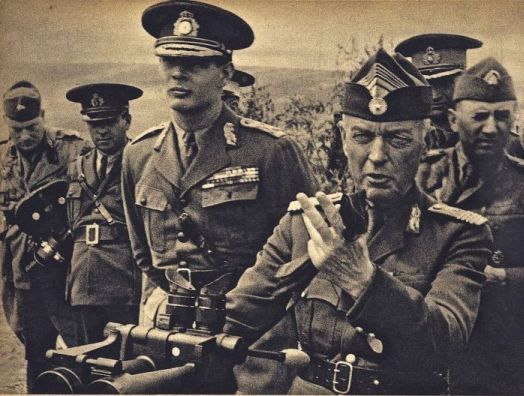
Michele I assieme a Ion Antonescu.

Lo stesso giorno della sua ascesa, Michele fu cinto dalla Corona reale d'acciaio, che proclamò i suoi predecessori Carlo I e Ferdinando I, ed unto dal patriarca ortodosso rumeno Nicodim Munteanu nella Cattedrale di Bucarest. Poco dopo l'incoronazione, a novembre, la Romania era entrata nella Seconda guerra mondiale a fianco dell'Asse, scelta bel voluta da Antonescu, che proclamatosi Conducător aveva sciolto il Parlamento e aveva sospeso la Costituzione che venne poi ripristinata nel 1944 mentre il Parlamento riprese i lavori nel 1946. In effetti, fino all'agosto del 1944, Michele fu solo una marionetta nelle mani di Antonescu.

#### La svolta contro la Germania nazista
Il 23 agosto 1944 Michele si unì ai politici filo-alleati che includevano i comunisti nell'attuare un colpo di Stato contro Antonescu, che fu arrestato. Nella stessa notte, il nuovo primo ministro, il generale Constantin Sănătescu, affidò la custodia di Antonescu ai comunisti, che lo consegnarono ai sovietici il 1º settembre. In una trasmissione radio alla nazione e all'esercito, Michele proclamò la lealtà della Romania agli Alleati, annunciando l'accettazione dell'armistizio offerto dall'URSS, dalla Gran Bretagna e dagli USA, e dichiarò guerra alla Germania, ma questo non evitò una rapida invasione da parte dell'Unione Sovietica e la cattura di circa 130 000 soldati rumeni trasportati in Russia, nei campi di prigionia. Il colpo di Stato accelerò l'avanzata dell'Armata Rossa all'interno della Romania.

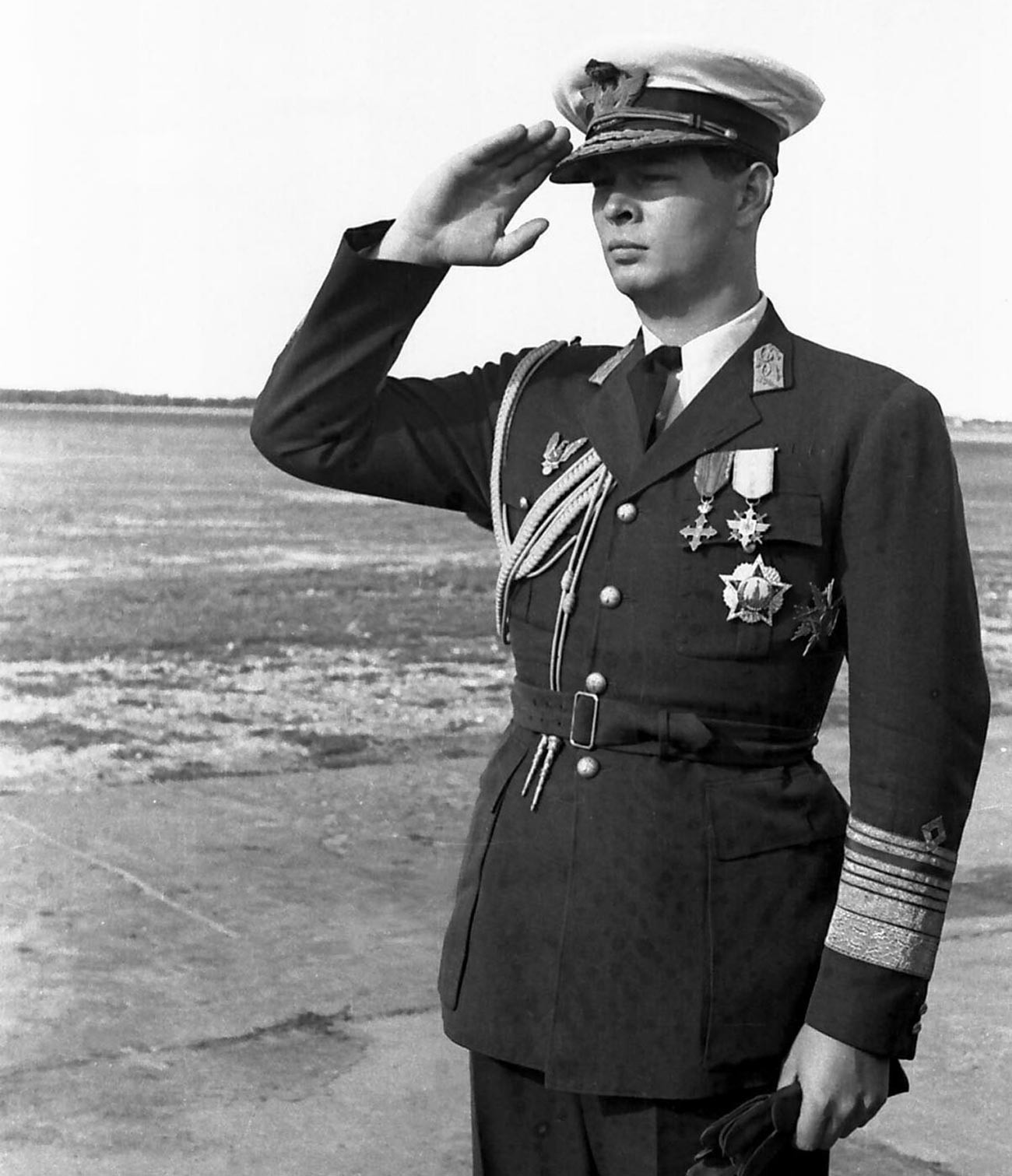
Michele I in uniforme di Maresciallo dell'Aria, nel 1945.

L'armistizio fu firmato tre settimane dopo, il 12 settembre 1944, alle condizioni imposte dai sovietici: il colpo di Stato ebbe quindi l'effetto di una capitolazione, una resa incondizionata ai sovietici. Al re Michele fu risparmiato il destino di un altro alleato dei tedeschi, il principe Kyril di Bulgaria, giustiziato dai sovietici nel 1945, e fu anche l'ultimo sovrano oltre la Cortina di ferro a perdere il trono. Secondo alcuni, il colpo di Stato potrebbe aver accorciato la seconda guerra mondiale di circa sei mesi, salvando centinaia di migliaia di vite. Alla fine della guerra, a Michele fu assegnato il più alto grado (comandante in capo) della legione di merito da parte del Presidente degli Stati Uniti d'America Harry Truman. Fu anche decorato con l'ordine della Vittoria sovietico da Stalin per il coraggio personale nel rovesciare Antonescu, e per aver posto fine alla guerra della Romania contro gli Alleati.
Secondo alcuni il colpo di Stato permise alle truppe di Stalin di avanzare più rapidamente in Romania e in Europa, a scapito degli Alleati occidentali. Altri vedono nella mancata convocazione di Michele alle celebrazioni in onore del Giorno della vittoria un segno di tacita condanna da parte degli Alleati per le conseguenze del colpo di Stato. Michele non fu invitato alle celebrazioni del 60º anniversario della fine della guerra dagli Alleati occidentali, ma solo dai russi e ad alcune commemorazioni in Repubblica Ceca e in Slovacchia.

#### Abdicazione

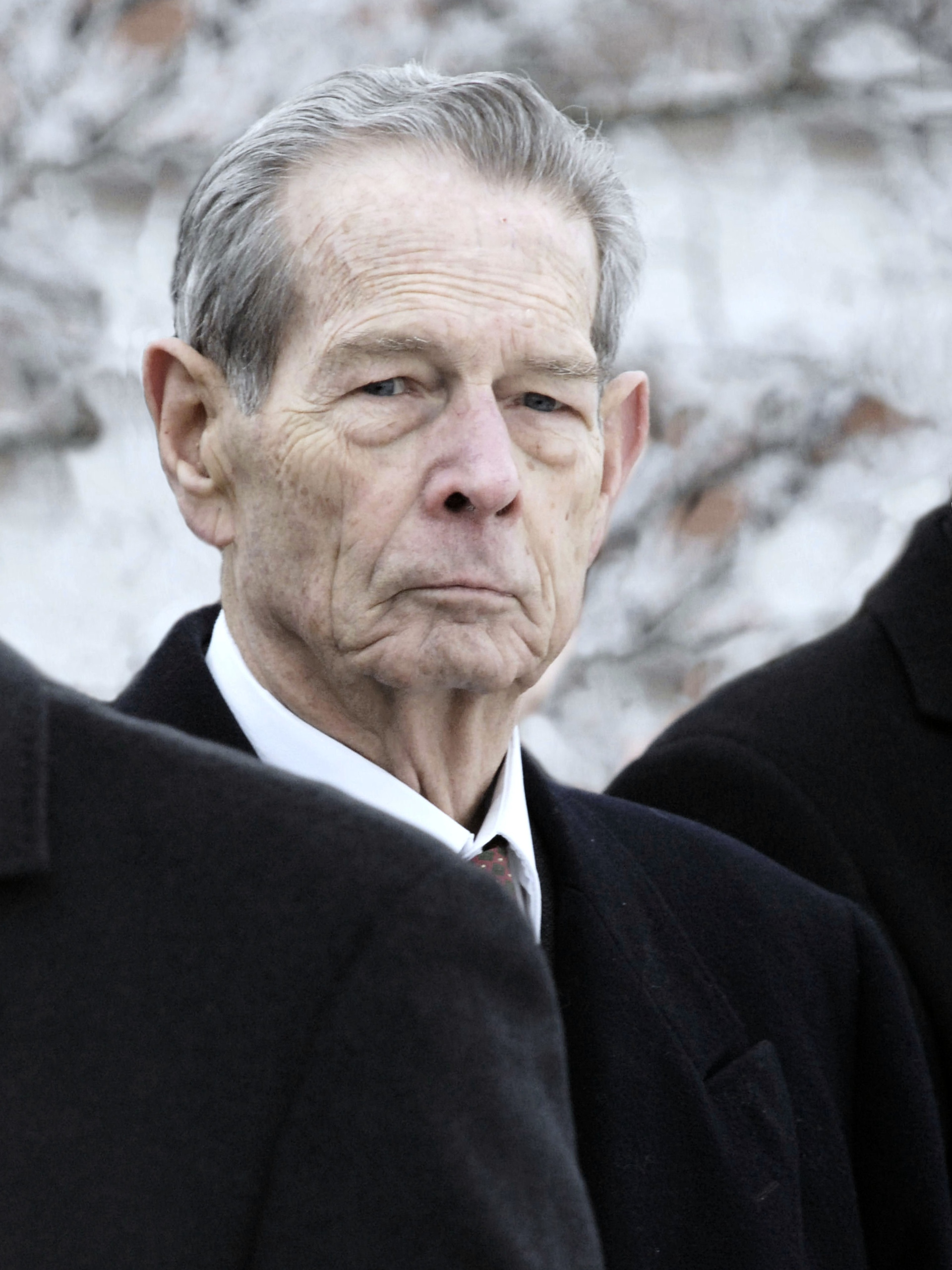
Michele I di Romania nel 2007

Nel marzo 1945 la pressione politica obbligò Michele a nominare un governo filosovietico dominato dal Partito Comunista Rumeno. Con il regime comunista Michele funse prettamente da simbolo; dall'agosto 1945 al gennaio 1946 cercò inutilmente di opporsi al governo comunista diretto dal primo ministro Petru Groza, rifiutando di firmare i suoi decreti. In risposta a quelle sovietiche, le pressioni britanniche e statunitensi, re Michele infine rinunciò alla sua opposizione e smise di chiedere le sue dimissioni. Il re non graziò Ion Antonescu, in seguito condannato come criminale di guerra né i leader dell'opposizione. 
Nel corso del 1947 i comunisti imposero la "dittatura del proletariato" ed infine costrinsero Michele I ad abdicare il 30 dicembre dello stesso anno.

### Matrimonio
Nel mese di novembre del 1947, re Michele si recò a Londra per il matrimonio dei lontani cugini Elisabetta e Filippo Mountbatten; in tale occasione il sovrano incontrò Anna di Borbone-Parma, che un anno prima era stata invitata dalla regina Elena a compire una visita assieme alla madre ed ai fratelli, a visitare Bucarest ma il tutto non si compì. Michele inoltre intravide Anna in un cinegiornale e chiese una fotografia dal metraggio del film. I due si incontrarono numerose volte nei giorni delle nozze a Londra. Anna di Parma accompagnò Michele e sua madre, a bordo di un Beechcraft, per accogliere Irene di Grecia, duchessa d'Aosta e zia materna del sovrano rumeno, che tornava a casa a Losanna. Sedici giorni dopo l'incontro, Michele chiese la mano ad Anna che accettò. 

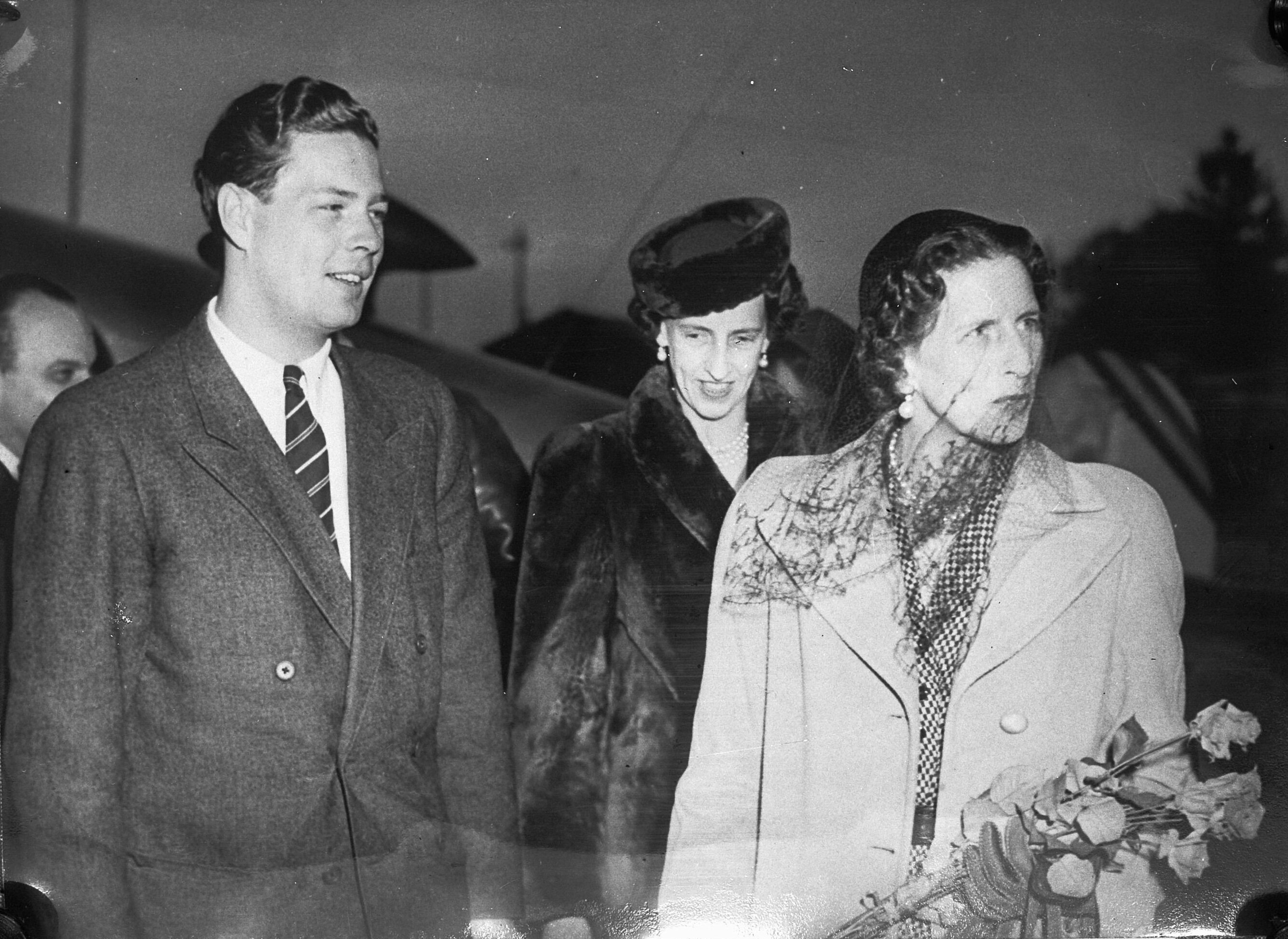
Michele e alla madre Elena.

Visto che Anna apparteneva alla Casa di Borbone era vincolata dalla legge canonica della Chiesa cattolica romana, che richiede una dispensa papale per sposare un cristiano non cattolico. Tale dispensa era normalmente concessa solo se il consorte non cattolico prometteva di allevare i figli nati dal matrimonio come cattolici. Michele rifiutò di fare questa promessa in quanto avrebbe violato la Costituzione monarchica della Romania e avrebbe avuto un impatto negativo su un'eventuale restaurazione. La Santa Sede rifiutò di concedere la dispensa. La regina Elena di Romania e la sorella Irene d'Aosta, ortodossa sposata con un principe cattolico ovvero Aimone di Savoia, incontrarono i genitori della fidanzata a Parigi;  le due famiglie si risolsero di fare una nuova richiesta al pontefice. Ai primi di marzo, le madri della coppia si incontrarono con papa Pio XII che, nonostante le suppliche della regina madre e il fatto che la principessa Margherita, madre della futura sposa, arrivò a battere il pugno sul tavolo con rabbia, rifiutò di concedere il permesso ad Anna di sposare Michele. La coppia di fidanzati deliberò di procedere comunque. Il portavoce di Michele dichiarò che il 9 giugno i genitori diedero il loro consenso, e che la famiglia della sposa sarebbe stata rappresentata alle nozze dallo zio materno, il principe Erik di Danimarca, che avrebbe anche accompagnato la sposa.
Le nozze vennero svolte il 10 giugno 1948 ad Atene, nella sala del trono del Palazzo Reale; la cerimonia fu presieduta dall'arcivescovo Damaskinos Papandreou. Gli ospiti del matrimonio includevano: Elena, regina madre di Romania, le zie di Michele: la regina Federica di Hannover, la principessa Irene di Grecia, duchessa d'Aosta e la principessa Caterina di Grecia; i suoi cugini: Alessandra, regina consorte di Jugoslavia, Amedeo di Savoia-Aosta, la principessa Sofia di Grecia, il principe ereditario Costantino di Grecia e la principessa Irene di Grecia, i tre più giovani che funsero da damigelle e paggetti, lo zio materno di Anna Eric di Danimarca, Elena Vladimirovna Romanova e il principe Giorgio Guglielmo di Hannover. Fra gli altri dignitari parteciparono anche il padre di Michele, Carlo, e le sue sorelle, Maria, regina madre di Jugoslavia, Elisabetta, già regina consorte di Grecia e Ileana.

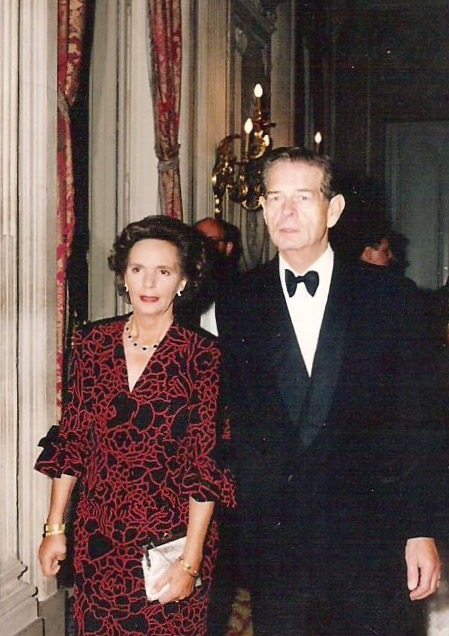
Michele ed Anna nel 1991.

La coppia ebbe cinque figlie: Margherita, Elena, Irina, Sofia e Maria

### Esilio

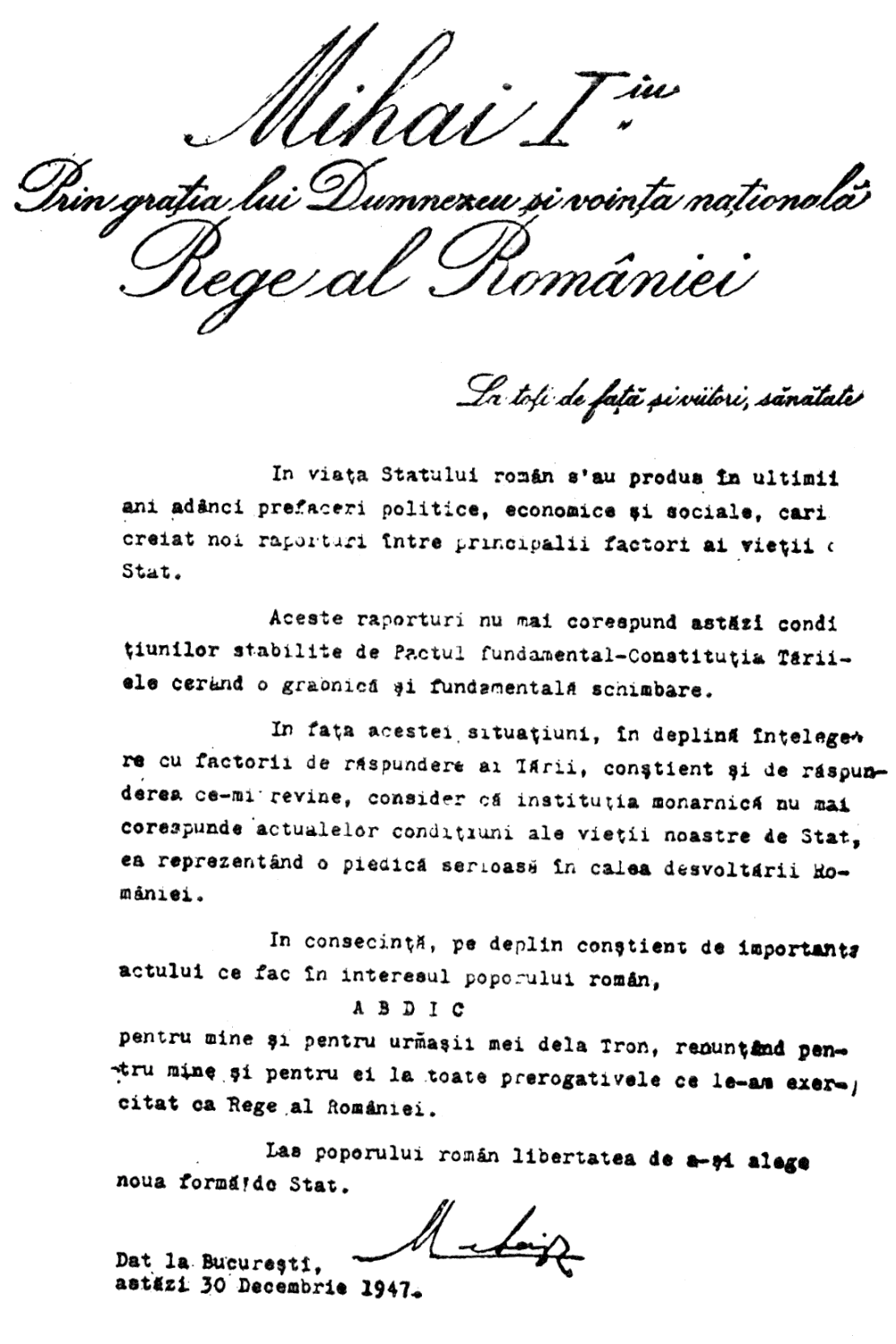
L'atto di abdicazione

Dopo la sua abdicazione, Michele, assieme alla Regina madre, subì una perquisizione personale ma gli fu comunque permesso di lasciare la Romania, recandosi dapprima in Inghilterra, dove conobbe la moglie Anna. L'ex sovrano si ritirò in esilio in Svizzera, a Losanna, dove lavorò per un'industria locale, in difficili condizioni finanziarie, assieme alla moglie ed assieme alle cinque figlie.

### Il ritorno e la morte
Subito dopo la caduta di Ceaușescu cercò due volte di rientrare in patria, ma fu riaccompagnato alla frontiera. In seguito raggiunse un accordo con il governo democratico sopravvenuto, e rientrò definitivamente in Romania accolto da più di un milione di persone. Visse in uno dei palazzi di Bucarest (Palazzo di Elisabetta), concesso in uso vita natural durante. Ricoprì anche incarichi istituzionali e gli venne riconosciuto ufficialmente il titolo di Re.
Ha rappresentato la Romania ai funerali di papa Giovanni Paolo II.
Dopo aver designato la figlia primogenita Margherita quale erede dinastica e averle lasciato la reggenza il 2 marzo 2016, ritirandosi a vita privata, gli vennero diagnosticati una leucemia cronica e un carcinoma epidermoide metastatico, che lo costrinse ad affrontare un trattamento complesso e lungo.
Morì a 96 anni nella sua residenza privata ad Aubonne, in Svizzera, il 5 dicembre del 2017 verso le ore 13:00, assistito dalla figlia minore Maria.
Il giorno stesso della sua morte, la figlia Margherita, come nuovo capo della Casa Reale di Romania, ha comunicato il seguente proclama alla nazione:
Il nostro paese ha perso Re Michele I. Per nove decenni, lui ha dedicato alla Romania tutte le forze che Dio gli ha conferito. E solo la morte ha potuto mettere fine alla sua stanchezza e al suo paziente lavoro.
Noi abbiamo sofferto un'immensa perdita. Una perdita personale come una perdita per l'intera Nazione. Noi piangiamo insieme, consci di essere uniti nella nostra sofferenza. Pregando Dio di donarci la sua forza, in questo terribile momento.
Un esempio di incrollabile devozione nei confronti del suo popolo, con un alto senso del dovere e forti principi, lui ha scritto la più preziosa pagina della storia contemporanea della nostra nazione.
La sua gentilezza e compassione hanno sconfitto tutto il male del secolo passato, e la sua saggezza ha assicurato costanza alla nostra identità, in tempi di seria deviazione dal naturale percorso del nostro Stato e Nazione. il Re è stato parte del tessuto del nostro popolo e noi tutti dobbiamo essere veramente fieri di lui.
Col suo lavoro, Re Michele si è fatto continuatore del legame che lega la Famiglia Reale con la Nazione Rumena. Per il nostro domani, lui ci ha donato il suo oggi.
Una nuova epoca inizia per la mia Famiglia e per la Casa Reale di Romania. Ispirata dagli stessi sentimenti di mio padre, io continuerò il suo lavoro, per l'adempimento della nostra missione nei confronti del Popolo di Romania.
Così Dio ci aiuti!»

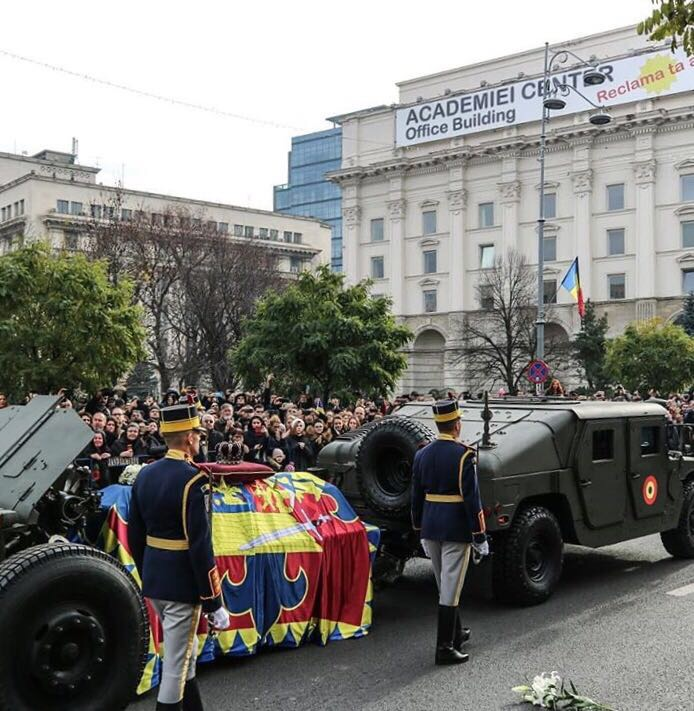
Processione funebre di re Michele

La Casa Reale ha proclamato 3 mesi di lutto e 40 giorni di lutto pesante, il Presidente della Repubblica Klaus Iohannis tre giorni di lutto nazionale.

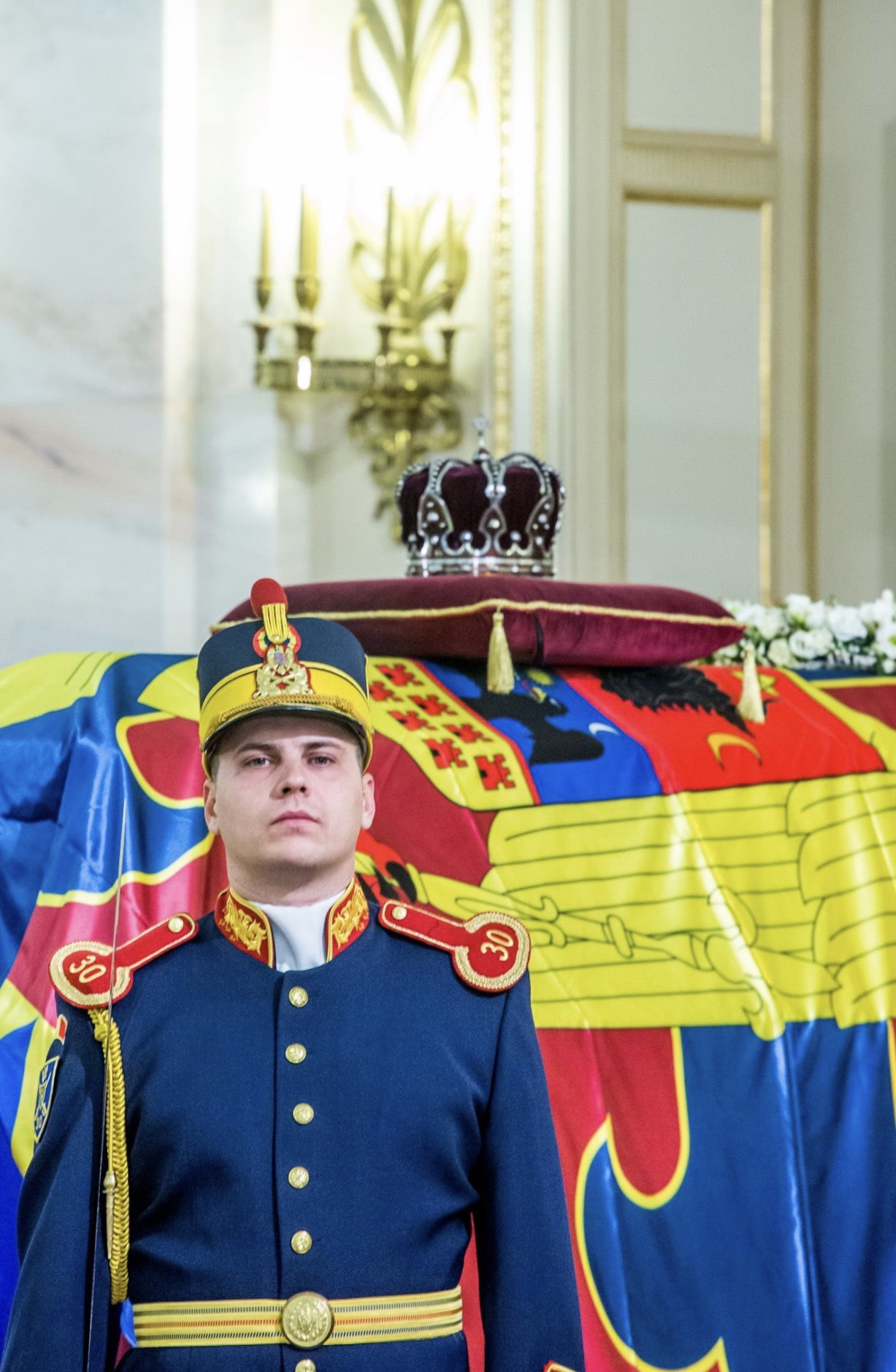
Feretro di Michele I.

Il 13 dicembre, alle ore 11:00, le spoglie del sovrano sono arrivate all'aeroporto di Bucarest-Henri Coandă, sito nella capitale rumena, Bucarest, da qui la salma è stata trasportata su un carro funebre presso il Castello di Peleș, a Sinaia, per poi venire traslata alle 18:00 ed essere esposta per due giorni dalle 20:30 nella sala del trono del Palazzo Reale di Bucarest. Il 16 dicembre, alle 10:30, si è tenuta quindi una breve funzione religiosa nella sala del trono e poi, alle 10:55, una cerimonia religiosa e militare nella piazza antistante il palazzo, dove è stato allestito un catafalco. Alle 11:15 la bara è stata posta all'interno del carro funebre che dalle 11:25 l’ha portata in corteo presso la piazza del palazzo reale, per poi passare dal viale della Vittoria, piazza Unirii e terminare nella Cattedrale dei Santi Costantino ed Elena, dove la processione è terminata alle 12:15 e poi dalle 12:50 alle 14:00 si è svolta la solenne messa funebre del sovrano. Dalle 14:00 alle 20:00 un nuovo corteo funebre è passato da piazza Unirii, piazza dell'Università, piazza Romana, piazza Charles de Gaulle, l'Arco Trionfale per poi passare da Chitila, Titu, Găeşti, Topoloveni, Piteşti e terminare a Curtea de Argeş, dove il sovrano, come da tradizione, è stato sepolto presso la Nuova Cattedrale Reale ed Episcopale, al fianco della consorte Anna.

### Concerto commemorativo
In occasione della morte di Michele I, avvenuta il 5 dicembre 2017, il direttore d'orchestra tedesco Matthias Manasi ha diretto un concerto commemorativo trasmesso in diretta mondiale l'8 dicembre 2017 con l'Orchestra della Radio Nazionale Rumena e il Coro Accademico della Compagnia radiotelevisiva rumena presso la Sala Radio della Compagnia radiotelevisiva rumena a Bucarest l'8 dicembre 2017. Matthias Manasi ha diretto il Requiem di Gabriel Fauré con i solisti Veronica Anușca e Ștefan Ignat, nonché composizioni di Ludwig van Beethoven, Ernest Chausson e Jules Massenet con il violinista rumeno Alexandru Tomescu come solista.

## Posizioni politiche
In un'intervista con il giornalista Vartan Arachelian nell'aprile 1990, come in altre occasioni, il re ha detto esplicitamente che a causa della violazione della Costituzione e le condizioni di forza (occupazione militare, estorsione con ostaggi, minaccia con la pistola), in cui firma l'atto di abdicazione, il 30 dicembre 1947, considera questo atto giuridico come nullo e non valido.
A proposito di come si possa restituire il trono e l'idea di un referendum, il re ha mostrato che la nazione romena dovrebbe avere completa libertà di scegliere la forma di governo, ma che questa decisione debba essere fatta dopo l'informazione popolare equa e completa. In un'intervista rilasciata allo scrittore Mircea Ciobanu, che è stata pubblicata nel volume di riferimento "Conversazioni con Mihai I di Romania", re Michele afferma:

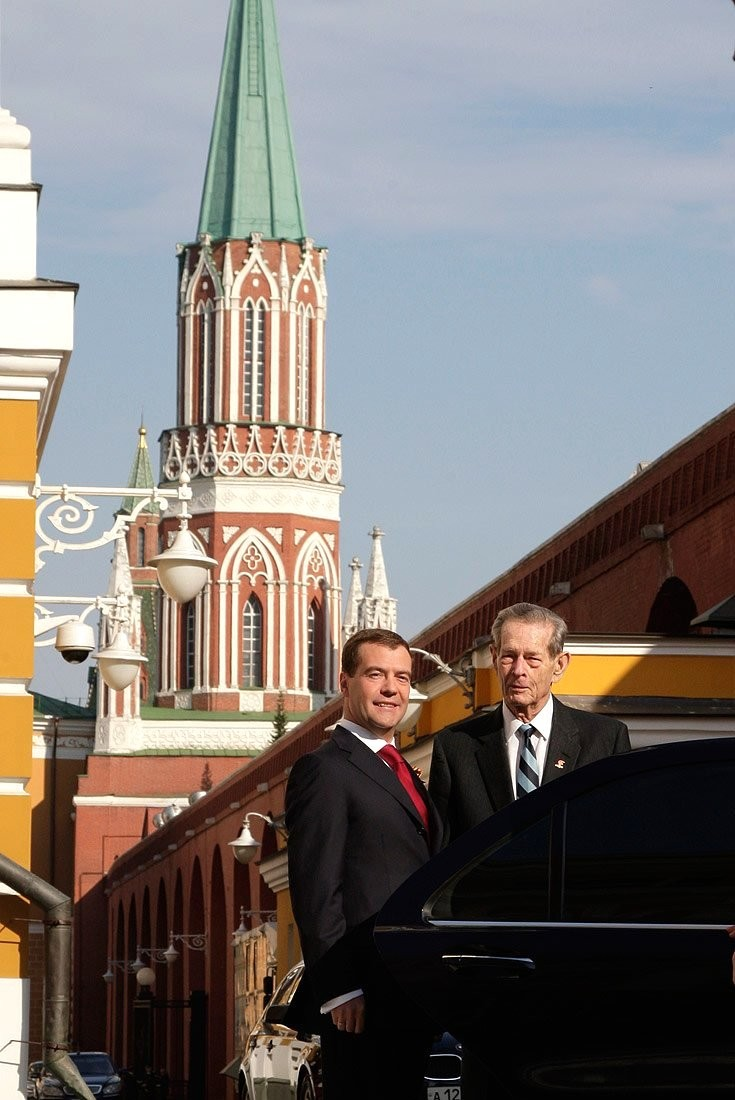
Re Michele assieme a Dmitrij Medvedev, Presidente della Russia.

Michele non incoraggiò lo sviluppo del movimento monarchico in Romania, e i partiti monarchici ebbero un impatto troppo debole sul paese post-comunista. Riteneva che una restaurazione della monarchia in Romania potesse avvenire solo come risultato del desiderio del popolo rumeno. "Se la gente vuole tornare indietro, tornerò", ha detto nel 1990. Ma ha continuato: "I rumeni hanno sofferto abbastanza da imporre e avere il diritto di essere consultati sul loro futuro". Si dice che i monarchici rumeni abbiano offerto il trono della Romania al Principe Carlo del Galles, e che questi avrebbe rifiutato. L'offerta potrebbe essere interpretata come risultato della disillusione monarchica romena sia verso l'erede del re, la principessa Margherita, sia verso il marito, dal momento che Michele non ha perso la speranza per lui e per la sua famiglia di tornare sul trono: tuttavia, cerca di far capire alla gente che cosa fosse la monarchia, cosa potrebbe eventualmente fare. Secondo un sondaggio condotto nel 2007 dalla Famiglia Reale, solo il 14% dei rumeni sarebbe d'accordo nel reintegrare la monarchia. Un sondaggio del 2008 stima la percentuale di rumeni a favore della monarchia al 16%. Sorprendentemente, un altro sondaggio online nel 2011 stima che 4/5 degli utenti di Internet accetterebbero un possibile ritorno alla forma di governo monarchica.
Michele ha effettuato visite quasi diplomatiche a nome della Romania post-comunista. Nel 1997, ha svolto un viaggio nei paesi dell'Europa occidentale, incontrando i capi di stato e di governo nel tentativo di far ammettere la Romania nella NATO e nell'Unione europea,
Nel dicembre 2003, a nome di un piccolo tabloid, Michele ha consegnato il premio Man of the Year al primo ministro Adrian Năstase, leader del partito PSD. Alcuni monarchici considerano il gesto di Michele come una violazione della tradizione di neutralità politica della monarchia e come un compromesso con i suoi nemici ex-comunisti per ragioni finanziarie, mentre la maggior parte dei commentatori politici ha considerato il gesto come una nuova abdicazione.

## Personalità e interessi personali
All'età di 16 anni, Michele, allora principe ereditario, ha ferito una persona in auto secondo i Registri della Censura, un incidente apparentemente censurato dalla stampa.
Re Michele durante l'esilio si appassionò di automobili, in particolare jeep militari, nonché di aeroplani (in gioventù era stato pilota di corse commerciali). Michele era interessato alla genealogia regale e aristocratica offrendo il suo patronato onorifico nel 1998, insieme al re Juan Carlos I di Spagna, ri-pubblicò il famoso Almanacco a Gotha.
Il 10 maggio 2007, re Michele ha ricevuto il Premio Hanno R. Ellenbogen, una distinzione assegnata annualmente dalla Società di Praga a una figura pubblica che ha contribuito alla comprensione e alla cooperazione internazionale. I precedenti vincitori del premio sono Václav Havel, ex presidente della Cecoslovacchia (1990-1992) e Repubblica Ceca (1992-2003), Lord Robertson, ex Segretario generale della NATO (1999-2004), Madeleine Albright, ex Segretario di Stato (1997-2001), il maestro Vladimir Ashkenazy e il regista Miloš Forman. Dal 2007 era membro onorario dell'Accademia rumena.

## Discendenza

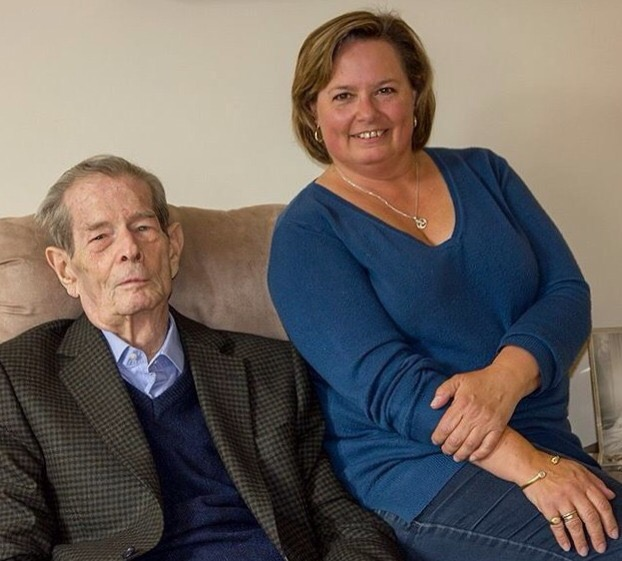
Michele I con sua figlia, la principessa Sofia

Michele I sposò Anna di Borbone-Parma (1923-2016). Tra i due vi furono due cerimonie religiose, una ortodossa che seguiva la fede del marito svoltasi ad Atene il 10 giugno 1948, e una cattolica che seguiva quella della moglie il 9 novembre 1966 a Monaco.
Da questa relazione nacquero le seguenti eredi:
- Principessa Margherita (n. 1949); sposò (1996) Radu Duda (n. 1960), attore rumeno;
- Principessa Elena (n. 1950); sposò in prime nozze (1983, div. 1991) Robin Medforth-Mills (1942-2002) dal quale ha avuto due figli; sposò in seconde nozze (1998) Alexander McAteer (n. 1964);
- Principessa Irina (n. 1953); sposò in prime nozze (1983, div. 2003) John Kreuger (n. 1945) dal quale ha avuto due figli; sposò in seconde nozze (2007) John Wesley Walker (1945-2024), poliziotto americano di Oregon;
- Principessa Sofia (n. 1957); sposò (1998, div. 2002) Alain Michel Biarneix (n. 1957) dal quale ha avuto una figlia;
- Principessa Maria (n. 1964); sposò (1995, div. 2003) Kazimierz Wiesław Mystkowski (n. 1958).[63]

## Albero genealogico
|                         |                     |                                   | Genitori                            |  |  | Nonni |  |  | Bisnonni                             |  |  | Trisnonni                                 |  |
|                         |                     |                                   |                                     |  |  |       |  |  | Leopoldo di Hohenzollern-Sigmaringen |  |  | Carlo Antonio di Hohenzollern-Sigmaringen |  |
|                         |                     |                                   |                                     |  |  |       |  |  | Leopoldo di Hohenzollern-Sigmaringen |  |  | Carlo Antonio di Hohenzollern-Sigmaringen |  |
|                         |                     | Giuseppina di Baden               |                                     |  |  |       |  |  | Leopoldo di Hohenzollern-Sigmaringen |  |  |                                           |  |
| Ferdinando I di Romania |                     |                                   |                                     |  |  |       |  |  | Leopoldo di Hohenzollern-Sigmaringen |  |  |                                           |  |
|                         |                     | Antonia di Portogallo             | Ferdinando II di Portogallo         |  |  |       |  |  |                                      |  |  |                                           |  |
|                         |                     | Antonia di Portogallo             | Ferdinando II di Portogallo         |  |  |       |  |  |                                      |  |  |                                           |  |
|                         |                     | Antonia di Portogallo             | Maria II di Portogallo              |  |  |       |  |  |                                      |  |  |                                           |  |
| Carlo II di Romania     |                     | Antonia di Portogallo             |                                     |  |  |       |  |  |                                      |  |  |                                           |  |
|                         |                     | Alfredo di Sassonia-Coburgo-Gotha | Alberto di Sassonia-Coburgo-Gotha   |  |  |       |  |  |                                      |  |  |                                           |  |
|                         |                     | Alfredo di Sassonia-Coburgo-Gotha | Alberto di Sassonia-Coburgo-Gotha   |  |  |       |  |  |                                      |  |  |                                           |  |
|                         |                     | Alfredo di Sassonia-Coburgo-Gotha | Vittoria del Regno Unito            |  |  |       |  |  |                                      |  |  |                                           |  |
| Maria di Edimburgo      |                     | Alfredo di Sassonia-Coburgo-Gotha |                                     |  |  |       |  |  |                                      |  |  |                                           |  |
|                         |                     | Maria Aleksandrovna di Russia     | Alessandro II di Russia             |  |  |       |  |  |                                      |  |  |                                           |  |
|                         |                     | Maria Aleksandrovna di Russia     | Alessandro II di Russia             |  |  |       |  |  |                                      |  |  |                                           |  |
|                         |                     | Maria Aleksandrovna di Russia     | Maria d'Assia e del Reno            |  |  |       |  |  |                                      |  |  |                                           |  |
| Michele I di Romania    |                     | Maria Aleksandrovna di Russia     |                                     |  |  |       |  |  |                                      |  |  |                                           |  |
|                         | Giorgio I di Grecia | Cristiano IX di Danimarca         |                                     |  |  |       |  |  |                                      |  |  |                                           |  |
|                         | Giorgio I di Grecia | Cristiano IX di Danimarca         |                                     |  |  |       |  |  |                                      |  |  |                                           |  |
|                         | Giorgio I di Grecia | Luisa d'Assia-Kassel              |                                     |  |  |       |  |  |                                      |  |  |                                           |  |
| Costantino I di Grecia  | Giorgio I di Grecia |                                   |                                     |  |  |       |  |  |                                      |  |  |                                           |  |
|                         |                     | Olga Kostantinovna di Russia      | Konstantin Nikolaevič di Russia     |  |  |       |  |  |                                      |  |  |                                           |  |
|                         |                     | Olga Kostantinovna di Russia      | Konstantin Nikolaevič di Russia     |  |  |       |  |  |                                      |  |  |                                           |  |
|                         |                     | Olga Kostantinovna di Russia      | Alessandra di Sassonia-Altenburg    |  |  |       |  |  |                                      |  |  |                                           |  |
| Elena di Grecia         |                     | Olga Kostantinovna di Russia      |                                     |  |  |       |  |  |                                      |  |  |                                           |  |
|                         |                     | Federico III di Germania          | Guglielmo I di Germania             |  |  |       |  |  |                                      |  |  |                                           |  |
|                         |                     | Federico III di Germania          | Guglielmo I di Germania             |  |  |       |  |  |                                      |  |  |                                           |  |
|                         |                     | Federico III di Germania          | Augusta di Sassonia-Weimar-Eisenach |  |  |       |  |  |                                      |  |  |                                           |  |
| Sofia di Prussia        |                     | Federico III di Germania          |                                     |  |  |       |  |  |                                      |  |  |                                           |  |
|                         |                     | Vittoria di Gran Bretagna         | Alberto di Sassonia-Coburgo-Gotha   |  |  |       |  |  |                                      |  |  |                                           |  |
|                         |                     | Vittoria di Gran Bretagna         | Alberto di Sassonia-Coburgo-Gotha   |  |  |       |  |  |                                      |  |  |                                           |  |
|                         |                     | Vittoria di Gran Bretagna         | Vittoria del Regno Unito            |  |  |       |  |  |                                      |  |  |                                           |  |
|                         |                     | Vittoria di Gran Bretagna         |                                     |  |  |       |  |  |                                      |  |  |                                           |  |

## Onorificenze

### Titoli e gradi militari stranieri
- Generale Onorario dell'Aviazione Reale Greca.[79]